# Stanislaw Franzewitsch Redens

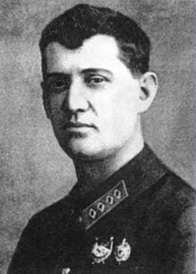
Stanislaw Redens im Jahr 1931

Stanislaw Franzewitsch Redens (russisch Станислав Францевич Реденс, wiss. Transliteration Stanislav Francevič Redens, polnisch Stanisław Francewicz Redens; * 5. Maijul. / 17. Mai 1892greg. in Nowominsk, Gouvernement Łomża, Russisches Kaiserreich, heute Mińsk Mazowiecki, Polen; † 21. Januar 1940 in Moskau) war ein sowjetischer Geheimdienst-Offizier polnischer Abstammung und Schwager Stalins.

## Leben
Vor dem Ersten Weltkrieg arbeitete Redens in einer Metallfabrik in Kamenskoje, 1914 trat er der sozialdemokratischen RSDRP bei. Zunächst mobilisiert, wurde er 1915 wegen Krankheit aus der Armee entlassen. 1917 war er Sekretär der Metallarbeiterunion der RSDRP, genauer der assoziierten SDKPiL (Sozialdemokraten Polen und Litauens) unter Leo Jogiches.
Redens wurde 1918 von der Ukraine nach Moskau gesandt und zum Inspektor der Tscheka ernannt. Bald darauf war er Sekretär des Präsidiums der Vereinigten Tscheka unter Dserschinski – beide kannten sich aus der Arbeit in der SDKPiL, deren Mitbegründer Dserschinski war.
Bei der zweiten Heirat Stalins am 24. März 1919 war Redens, als künftiger Schwager Stalins, der Trauzeuge der Braut Nadeschda Allilujewa. Er war mit ihrer Schwester Anna Allilujewa verheiratet. Während des Bürgerkrieges war Redens in Odessa, Kiew und Charkow. Ende 1920 war er als Tscheka-Funktionär beteiligt, als die Bolschewiki die von der Weißen Armee unter Wrangel geräumte Krim einnahmen. 1921 mit inneren Verwaltungsaufgaben betraut, wurde Redens am 11. September 1922 erneut Leiter der Tscheka auf der Krim und blieb es auch, als diese 1923 Autonome Sozialistische Sowjetrepublik wurde. Im Juni 1926 wurde er nach Moskau berufen. 1927–1934 war er Mitglied des Zentralkomitees der KPdSU und ab 1934 der Zentralen Revisionskommission.
Redens war ab 10. November 1928 Leiter der transkaukasischen GPU mit Lawrenti Beria als Parteisekretär Georgiens. Bei einer nächtlichen Feier im Haus Berias 1931 in Tiflis soll er betrunken eine Szene gemacht haben, die Beria zu einem denunziatorischen Schreiben an Stalin nutzte. Redens wurde daraufhin als GPU-Chef am 17. Mai 1931 nach Weißrussland und am 25. Juli in die Ukraine versetzt, während Beria dessen Funktion in Georgien zusätzlich übernahm. 1932 erhielt er zusammen mit Kossior die Aufgabe, einen Plan (als Bestandteil der Zwangskollektivierung) zu entwickeln, um die „Kulaken und die petljurschen Konterrevolutionäre“ zu liquidieren. Im Zuge der Entkulakisierung gehörte Redens einer Troika an, die über das Schicksal jener Menschen entschied, die als Kulaken galten. Zweitausend Kolchos-Vorsitzende wurden verhaftet, und es entwickelte sich die große ukrainische Hungersnot von 1932/33 (Holodomor). Als im Januar 1933 das Getreidesoll nicht erreicht wurde, löste man Redens in der Ukraine ab.
Von 1933 bis 1937 war Redens Leiter der GPU bzw. NKWD des Moskauer Bezirks unter Nikolai Jeschow. 1934 leitete er nach der Ermordung Kirows die Aktionen zur „Reinigung Moskaus von oppositionellen und nichtproletarischen Elementen“. Am 26. November 1935 wurde er zum Untersuchungskommissar 1. Grades ernannt. 1937 war Redens erneut Mitglied einer Troika, diesmal des Moskauer Schnellgerichts zur Umsetzung des NKWD-Befehls Nr. 00447. Auf dem Höhepunkt seiner Laufbahn war er 1937 Mitglied des Obersten Gerichtshofes der UdSSR.
Ab Januar 1938 bis zu seiner Verhaftung am 22. November war er Volkskommissar für Innere Angelegenheiten in Kasachstan. Redens wurde als „Mitglied der polnischen Diversions-Spionagegruppe“ am 21. Januar 1940 zum Tode verurteilt und erschossen. Den Erinnerungen Nikita Chruschtschows zufolge war Redens schwer alkoholabhängig. 1961 wurde er rehabilitiert.
Redens’ Familie mit den zwei Söhnen Leonid und Wladimir erhielt nach seiner Hinrichtung ein großes Appartement im sogenannten Haus an der Uferstraße gegenüber dem Kreml am Moskwa-Ufer und eine privilegierte Versorgung. Redens’ Frau Anna war seit 1917 Parteimitglied und arbeitete während des Bürgerkrieges für das ZK in Odessa. 1948 wurde sie wegen angeblicher Spionage zu 10 Jahren Lagerhaft verurteilt. Sie hatte ihre Lebenserinnerungen geschrieben, deren Veröffentlichung Stalin nicht genehmigte. Nach Stalins Tod wurde sie 1954 entlassen und starb 1964. Nach Aussage ihres Sohnes Leonid wurde sie wahnsinnig.